# Laurel Lee
Laurel Frances Lee, nata Moore (Cleveland, 26 marzo 1974), è una politica statunitense, membro della Camera dei Rappresentanti per lo stato della Florida dal 2023.

## Biografia
Nata a Cleveland, Laurel Lee si laureò in giurisprudenza all'Università della Florida e successivamente intraprese la professione di avvocato, inizialmente nel settore privato e poi nel settore pubblico. Nel 2007 divenne assistente del procuratore e nel 2013 l'allora governatore della Florida Rick Scott la nominò giudice di un tribunale statale nella contea di Hillsborough. Nel 2014 vinse poi un'elezione per svolgere un mandato completo di sei anni.
Quando, nel 2019, il Segretario di Stato della Florida Mike Ertel rassegnò le dimissioni dopo meno di un mese di servizio in seguito ad uno scandalo riguardante un caso di blackface, il governatore Ron DeSantis scelse Laurel Lee come sua sostituta. Poco prima delle presidenziali del 2020, la Segretaria Lee cercò di eliminare dalle liste elettorali tutti i cittadini che avessero debiti pendenti con la giustizia. I notisti politici analizzarono la questione sostenendo che potesse essere una strategia da utilizzare in caso di sconfitta elettorale da parte di Donald Trump. L'anno seguente segnalò all'autorità giudiziaria un possibile caso di firme false all'interno di una petizione promossa da Las Vegas Sands per presentare un emendamento che avrebbe espanso il gioco d'azzardo nei casinò.
Nel maggio del 2022, Laurel Lee rassegnò le dimissioni dalla carica di Segretario di Stato per candidarsi alla Camera dei Rappresentanti. Dopo aver vinto le primarie del Partito Repubblicano, vinse anche le elezioni generali di novembre, sconfiggendo l'avversario democratico, il giornalista Alan Cohn.
Sposata con Tom Lee, che fu membro del Senato della Florida, Laurel Lee è madre di tre figli.